# Tibet Transformed
En 1955, 1965 et 1976, le journaliste et écrivain naturalisé chinois Israel Epstein se rendit par voie terrestre ou aérienne dans la région autonome du Tibet et, s'appuyant sur les observations et les entretiens qu'il réalisa durant ces séjours, publia le livre Tibet Transformed en 1983. Cet ouvrage combine l’étude de l’histoire de la Chine par l’auteur avec ce qu’il a observé de la réalité tibétaine. Publié en anglais, il n'a jamais été traduit en chinois. La Maison d'édition du peuple tibétain pour sa part a traduit la table des matières et la préface de l'ouvrage.
Epstein devait se rendre une quatrième fois au Tibet en 1985, à l’âge de 70 ans, à l’occasion du 20e anniversaire de la fondation de la région autonome.
Dans les dernières années de sa vie, il souhaita y retourner une dernière fois mais par le train. La ligne Qinghai-Tibet toutefois n’entra en service qu’après sa mort.

## Accueil critique
Pour Yang Chuantang, secrétaire du Comité du parti communiste chinois de la région autonome du Tibet, Tibet Transformed est « le premier compte-rendu objectif écrit par un auteur occidental sur les changements marquants qui sont survenus au Tibet ces dernières décennies ».
Pour Warren W. Smith Jr, écrivain et journaliste à Radio Free Asia, le livre d'Epstein est le compte rendu le plus détaillé et faisant le plus autorité sur les effets prétendument libérateurs de la révolution chinoise sur le Tibet et sur le développement socio-économique qui y a été accompli avec l'aide bienveillante de la Chine. L'ouvrage apporte une foule d'informations sur les calendriers et les objectifs des nombreuses campagnes politiques du parti communiste chinois au Tibet. Le livre souffre cependant d'avoir été publié si tardivement, en 1983, sept ans après la dernière visite d'Epstein, et longtemps après que les communes qu'il a exaltées comme un tel succès eurent été abandonnées.
Patrick French, un écrivain britannique, ancien président de l’association Free Tibet Campaign, écrit que dans les années 1960 et 70, les sympathisants communistes venaient visiter le Tibet en se félicitant de la politique qu'y menait Pékin. Cette situation a conduit à la publication d’ouvrages que Patrick French qualifie de « honteux tellement ils sont mensongers », dont Tibet transformed d'Israel Epstein.
Pour Jamyang Norbu, un écrivain tibétain en exil et partisan de l'indépendance du Tibet, Israel Epstein relaye la propagande de la république populaire de Chine.
Le professeur John Powers, de l'Université nationale australienne, affirme qu'Israel Epstein, dont il compare les écrits à ceux d’A. Tom Grunfeld, avalise avec enthousiasme la version chinoise des événements utilisant le même langage que les écrivains chinois pour décrire les conditions au Tibet d'avant 1950. John Powers écrit que l’ouvrage Tibet Transformed est le texte le plus virulemment pro-chinois de la part d'un auteur occidental qu'il lui ait été donné d'examiner dans le cadre de son étude History as Propaganda et qu'il reflète la ligne du parti du gouvernement chinois.
Thubten Samphel, écrivain tibétain et porte-parole du gouvernement tibétain en exil à Dharamsala, affirme que Tibet Transformed est « une piètre justification du développement économique du Tibet pour excuser la souffrance du peuple tibétain ».